# Омер Бранковић
Омер Бранковић (Вишеград, ФНРЈ, 28. октобар 1947 — Сарајево, Босна и Херцеговина, 17. септембар 2011) био је бошњачки политичар и ветеринар. Функционер Странке демократске акције (СДА). Бивши је министар за избјеглице и расељена лица Републике Српске.

## Биографија
Омер (Ибрахим) Бранковић је рођен 28. октобра 1947. у Вишеграду, ФНРЈ. Основну школу је завршио у родном граду, као и гимназију 1966. Дипломирао је на Ветеринарском факултету у Сарајеву (1973). Члан је Странке демократске акције од њеног оснивања (1990) и од тада је био члан Главног одбора. Био је предсједник Регионалног одбора СДА Горње Подриње и предсједник Општинског одбора СДА Вишеград од 1996. до 1998, као и замјеник предсједника Кадровске комисије СДА од 2005. до 2009.
Био је народни посланик у Народној скупштини Републике Српске и министар за избјеглице и расељена лица Републике Српске. Умро је од посљедица инфаркта у 64. години у Сарајеву. Смрт га је задесила на позицији директора Дирекције за аграрна плаћања Босне и Херцеговине.